# Olympische Sommerspiele 1936/Leichtathletik – 50 km Gehen (Männer)

Streckenführung Marathon (Rot) und 50 km Gehen (Blau)

Der Wettbewerb über 50 km Gehen der Männer bei den Olympischen Spielen 1936 in Berlin wurde am 5. August 1936 im Olympiastadion Berlin ausgetragen. 33 Athleten nahmen teil, von denen 26 das Ziel erreichten.
Olympiasieger wurde der Brite Harold Whitlock vor dem Schweizer Arthur Tell Schwab. Bronze gewann Adalberts Bubenko aus Lettland.

## Rekorde

### Bestehende Rekorde
Offizielle Rekorde wurden damals in dieser Disziplin außer bei Meisterschaften und Olympischen Spielen aufgrund der unterschiedlichen Streckenbeschaffenheiten nicht geführt.
| Weltbestzeit       | 4:26:41 h | Edgar Bruun ( Norwegen)       | Oslo Norwegen      | 28. Juni 1936  |
| Olympischer Rekord | 4:50:10 h | Tommy Green ( Großbritannien) | OS Los Angeles USA | 3. August 1932 |

### Rekordverbesserung
Der Brite Olympiasieger Harold Whitlock verbesserte den bestehenden olympischen Rekord im Wettkampf am 5. August um 19:28,4 Minuten auf 4:30:41,4 h. Die Weltbestzeit verfehlte er dabei um 4:00,4 Minuten.

## Streckenführung
Der Startpunkt lag im Olympiastadion. Nach einer knappen Stadionrunde auf der Aschenbahn führte die Strecke durch das Marathontor heraus aus dem Stadion in die Stadt Berlin. Nach Überquerung des Maifelds bog der Weg rechts ab in die Angerburger Allee. Kurz darauf ging es dann links in die Glockenturmstraße und nach vier Kilometern zum ersten Kontrollpunkt auf der Havelchaussee. Weiter verlief die Route am Ufer der Havel entlang, den Grunewald zur linken Seite. Der zweite Kontrollpunkt lag bei Kilometer sechs am Rupenhorn, zwei Kilometer weiter folgte der dritte Kontrollpunkt am Schildhorn. Der Grunewaldturm wurde nach zehn Kilometern erreicht, in Höhe der Insel Lindwerder führte der Kurs die Geher in Richtung Südosten. Am Ende der Havelchaussee ging es nach links weiter auf die AVUS. Die Route führte weiter über die Autorennstrecke bis fast zur Nordschleife. Kurz vor dieser Schleife und dem Messegelände machte die Strecke einen Bogen nach links auf die Waldschulallee, dann wieder links in die Teufelsseechaussee. Nun wurde der Drachenberg passiert und die Strecke folgte kurz vor dem Teufelssee der Alten Potsdamer Chaussee (heute Verbindungschaussee). Am Ende der Chaussee ging es nach links in den Teltower Weg. Dort lag nach wenigen Metern der Wendepunkt. Auf derselben Route verlief der Weg wieder zurück durch das Marathontor ins Olympiastadion. Nach letzten ca. 150 Metern auf der Aschenbahn wurde die Ziellinie erreicht.

## Der Wettkampf
5. August 1936, 13:30 Uhr

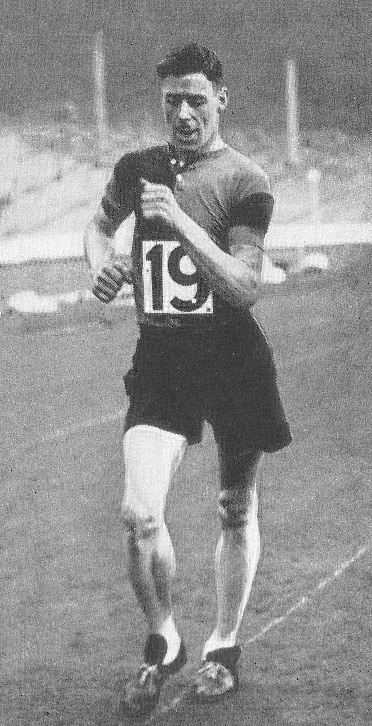
Olympiasieger Harold Whitlock

Wetterbedingungen: bedeckt, 17–18 °C
| Platz | Name                | Nation             | Zeit        | Anmerkung |
| ----- | ------------------- | ------------------ | ----------- | --------- |
| 1     | Harold Whitlock     | Großbritannien     | 4:30:41,4 h | OR        |
| 2     | Arthur Tell Schwab  | Schweiz            | 4:32:09,2 h |           |
| 3     | Adalberts Bubenko   | Lettland           | 4:32:42,2 h |           |
| 4     | Jaroslav Štork      | Tschechoslowakei   | 4:34:00,2 h |           |
| 5     | Edgar Bruun         | Norwegen           | 4:34:53,2 h |           |
| 6     | Fritz Bleiweiß      | Deutsches Reich    | 4:36:48,4 h |           |
| 7     | Karl Reiniger       | Schweiz            | 4:40:45,0 h |           |
| 8     | Étienne Laisné      | Frankreich         | 4:41:40,0 h |           |
| 9     | Teodor Bieregowoj   | Polen              | 4:42:49,0 h |           |
| 10    | Anton Toscani       | Niederlande        | 4:42:59,4 h |           |
| 11    | Evald Segerström    | Schweden           | 4:43:30,4 h |           |
| 12    | Ettore Rivolta      | Königreich Italien | 4:48:47,0 h |           |
| 13    | Adrien Courtois     | Frankreich         | 4:49:07,0 h |           |
| 14    | Giuseppe Gobbato    | Königreich Italien | 4:49:51,0 h |           |
| 15    | Adolf Aebersold     | Schweiz            | 4:51:14,0 h |           |
| 16    | Herbert Dill        | Deutsches Reich    | 4:51:26,0 h |           |
| 17    | Tebbs Lloyd Johnson | Großbritannien     | 4:54:56,0 h |           |
| 18    | Mario Brignoli      | Königreich Italien | 4:58:12,0 h |           |
| 19    | Ryoji Naraoka       | Japan              | 5:07:15,0 h |           |
| 20    | Vasile Firea        | Rumänien           | 5:09:39,0 h |           |
| 21    | Albert Mangan       | USA                | 5:12:00,2 h |           |
| 22    | Cai Tsungyi         | China              | 5:16:02,4 h |           |
| 23    | Ernest Koehler      | USA                | 5:20:18,2 h |           |
| 24    | Chao Yuyen          | China              | 5:25:01,0 h |           |
| 25    | Chang Chanchiu      | China              | 5:26:54,2 h |           |
| 26    | Ernest Crosbie      | USA                | 5:31:44,2 h |           |
| DNF   | Ejner Bech          | Dänemark           |             |           |
| DNF   | Jānis Daliņš        | Lettland           |             |           |
| DNF   | Joseph Hopkins      | Großbritannien     |             |           |
| DSQ   | Gösta Grandin       | Schweden           |             |           |
| DSQ   | Arnolds Krūkliņš    | Lettland           |             |           |
| DSQ   | Dick Löf            | Schweden           |             |           |
| DSQ   | Friedrich Prehn     | Deutsches Reich    |             |           |

Ein kurzer Schauer zwei Stunden vor dem Start ließ weite Teile der Strecke im Dunst liegen. Nach dem Start ging der Schwede Evald Segerström in Führung, wurde aber schon bald vom Deutschen Friedrich Prehn abgelöst. Die beiden sowie der Tschechoslowake Jaroslav Štork kontrollierten bis Kilometer zehn das Rennen. Dann übernahm wieder Segerström die Spitze und Prehn fiel zurück. Nach gut siebzehn Kilometern ging Štork nach vorn, gefolgt vom Letten Jānis Daliņš, der bei Kilometer 25 seinerseits die Führung übernahm. Hier zeigte sich auch erstmals der Brite Harold Whitlock, an dritter Position liegend. Nach 32 Kilometern übernahm er die Initiative, Daliņš gab kurze Zeit später das Rennen auf. Der Schweizer Arthur Tell Schwab arbeitete sich nun nach vorne. Er kämpfte mit Štork und dem Letten Adalberts Bubenko um die weiteren Medaillenplätze hinter Whitlock, der das Rennen unangefochten als Sieger beendete. Eineinhalb Minuten hinter ihm kam Schwab ins Ziel. Den Kampf um Bronze entschied der Lette Bubenko für sich. Auf den letzten zehn km konnte er einen Rückstand von einer halben Minute auf Štork in einen Vorsprung umwandeln, der über eine Minute betrug.
Harold Whitlock unterbot den olympischen Rekord um mehr als neunzehn Minuten, die Weltbestzeit verfehlte er um ca. vier Minuten.

Arthur Tell Schwab und Adalberts Bubenko gewannen die ersten olympischen Medaillen in Gehwettbewerben für ihre Länder.

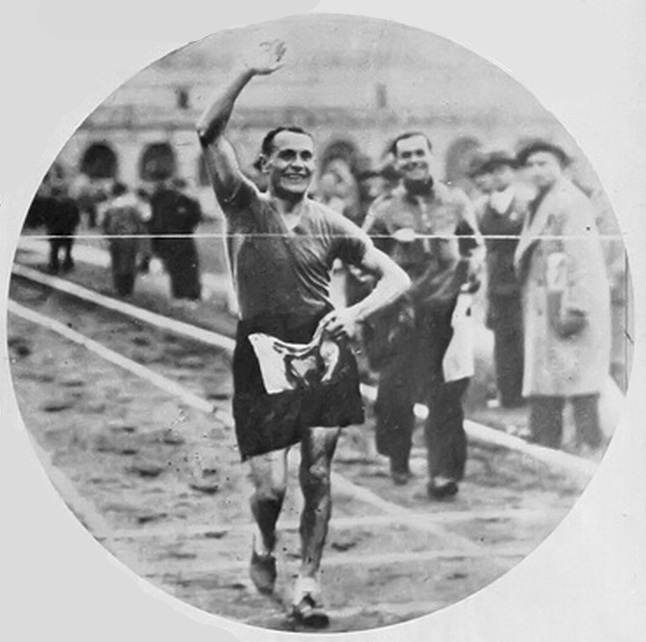
Der zwölftplatzierte Ettore Rivolta